# Record du monde du relais 4 × 400 mètres
Pour un article plus général, voir Records du monde d'athlétisme.
Les records du monde du relais 4 × 400 mètres sont actuellement détenus, chez les hommes, par l'équipe des États-Unis (Andrew Valmon, Quincy Watts, Harry Butch Reynolds et Michael Johnson) qui établit le temps de 2 min 54 s 29 le 22 août 1993 en finale des championnats du monde de Stuttgart, en Allemagne, et chez les femmes par l'équipe de l’URSS (Tatyana Ledovskaya, Olga Nazarova, Mariya Pinigina et Olha Bryzhina), créditée de 3 min 15 s 17 le 1er octobre 1988 en finale des Jeux olympiques de 1988, à Séoul en Corée du Sud. Le premier record du monde masculin du relais 4 × 400 m homologué par World Athletics est établi en 1911 par l'équipe américaine de l'Irish American AC en 3 min 16 s 6. Le record a toujours été détenu par les États-Unis, hormis de 1952 à 1960 par la Jamaïque. Le premier record mondial féminin est établi en 1969 par l'équipe d'URSS, en 3 min 47 s 4.
Le relais 4 × 400 mètres mixte a été introduit en compétition internationale en 2017 lors des relais mondiaux et fait l'objet d'un record du monde depuis 2019. Il est actuellement détenu par les États-Unis (Vernon Norwood, Shamier Little, Bryce Deadmon et Kaylyn Brown) en 3 min 7 s 41, temps réalisé le 2 août 2024 lors des Jeux olympiques.
Les records du monde en salle du relais 4 × 400 m appartiennent chez les hommes à l'équipe des États-Unis (Amere Lattin, Obi Igbokwe, Jermaine Holt et Kahmari Montgomery) qui établit le temps de 3 min 1 s 51 le 9 février 2019 à Clemson. Chez les femmes, le record du monde en salle appartient à la Russie (Yuliya Gushchina, Olga Kotlyarova, Olga Zaytseva et Olesya Krasnomovets) en 3 min 23 s 37, établi le 28 janvier 2006 à Glasgow.

## Record du monde masculin

### Historique

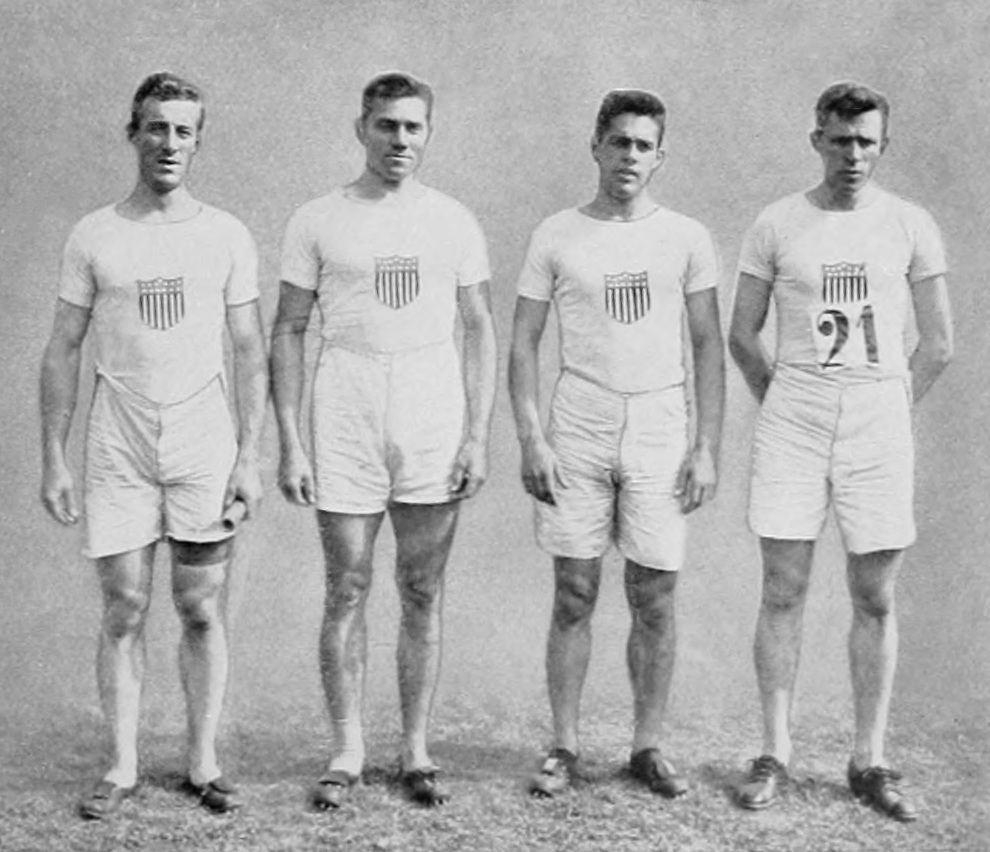
L'équipe du relais des États-Unis lors des Jeux olympiques de 1912.

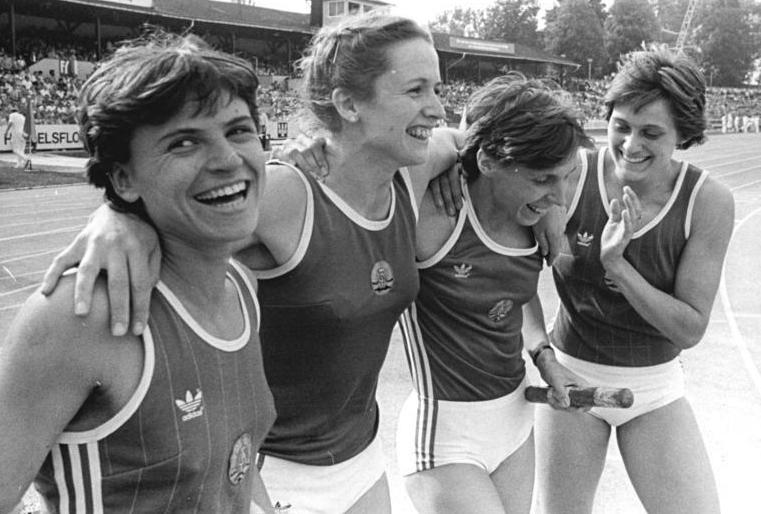
L'équipe d'Allemagne de l'Est après son record du monde féminin du relais établi en 1984 à Erfurt.

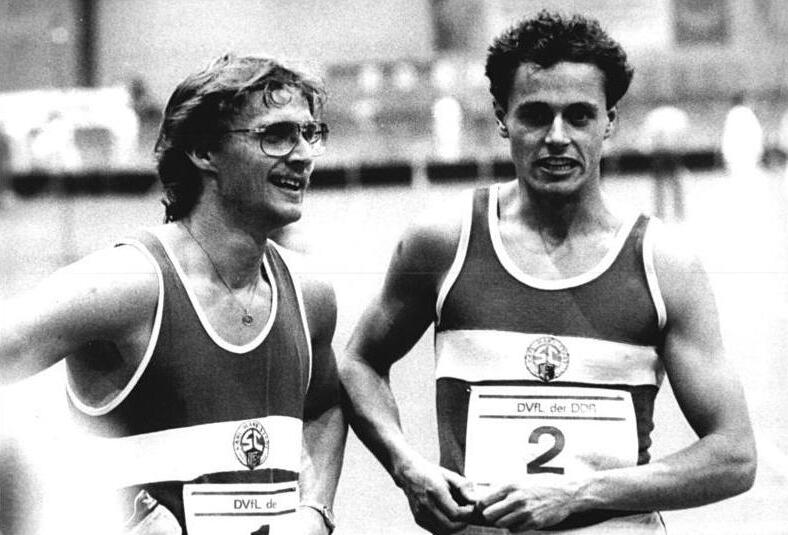
Thomas Schönlebe et Jens Carlowitz, détenteurs du record du monde en salle du de 1991 à 1999.

Le premier record du monde masculin du relais 4 × 400 m homologué par l'IAAF est celui de l'équipe new-yorkaise de l'Irish American Athletic Club, dans laquelle figure notamment Mel Sheppard, qui établit le temps de 3 min 18 s 2 sur la distance de 4 × 400 yards, le 4 septembre 1911 à New York, record amélioré le 15 juin 1912 à Stockholm en finale des Jeux olympiques, par Mel Sheppard et ses compatriotes américains Ed Lindberg, Ted Meredith et Charles Reidpath, dans le temps de 3 min 16 s 6.
Ce record est battu de 6/10e de seconde douze ans plus tard, le 13 juillet 1924 en finale des Jeux olympiques de 1924, à Paris, par les Américains Commodore Cochran, Alan Helffrich, Oliver MacDonald et William Stevenson qui parcourent la distance en 3 min 16 s 0.
Le 5 août 1928, lors des Jeux olympiques de 1928, à Amsterdam, les Américains George Baird, Frederick Alderman, Emerson Spencer et Ray Barbuti remportent le titre et améliorent le record mondial en 3 min 14 s 2, puis le portent à 3 min 13 s 4 une semaine plus tard à Londres, sur 4 × 400 yards, Morgan Taylor à la place de Frederick Alderman.
Le 8 mai 1931, à Fresno, des étudiants de l'Université Stanford à Palo Alto établissent le temps de 3 min 12 s 6 sur 4 × 400 yards, record du monde qu'améliorent de près de quatre secondes les Américains Ivan Fuqua, Edgar Ablowich, Karl Warner et Bill Carr, le 7 août 1932 à Los Angeles lors de la finale du 4 × 400 m des Jeux olympiques de 1932, en 3 min 8 s 2.
Le record du monde n'est amélioré que vingt ans plus tard, le 27 juillet 1952, lors des Jeux olympiques de 1952 à Helsinki, et pour la première fois, par une équipe non-américaine. Le relais vainqueur de la Jamaïque, composé de Arthur Wint, Leslie Laing, Herb McKenley et George Rhoden, retranche en effet de près de cinq secondes à l'ancienne marque mondiale, en 3 min 3 s 9,.
Les États-Unis améliorent ce record à chaque Jeux olympiques suivant, de 1960 à 1968. Le 8 septembre 1960, en finale des Jeux olympiques de 1960, à Rome, l'équipe composée de Jack Yerman, Earl Young, Glenn Davis et Otis Davis établit le temps de 3 min 2 s 2, record du monde battu de près de deux secondes quatre ans plus tard lors des Jeux olympiques de Tokyo par leurs compatriotes Ollan Cassell, Mike Larrabee, Ulis Williams et Henry Carr, en 3 min 0 s 7.

### Sous les3 minutes

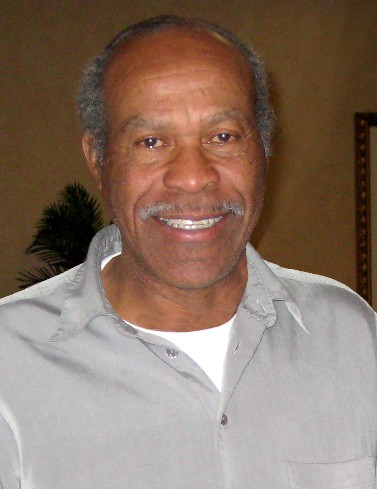
Lee Evans

Le 24 juillet 1966, à Los Angeles, les Américains Bob Frey, Lee Evans, Tommie Smith et Theron Lewis constituent le premier relais à descendre sous les trois minutes en parcourant la distance en 2 min 59 s 6. Lors des Jeux olympiques de 1968, à Mexico en altitude, le relais des États-Unis, composé de Vince Matthews, Ron Freeman, Larry James et Lee Evans, améliorent de près de trois secondes l'ancien record du monde en le portant à 2 min 56 s 1 (2 min 56 s 16 au chronométrage électronique).
Le 1er octobre 1988, en finale des Jeux olympiques de Séoul, les Américains Danny Everett, Steve Lewis, Kevin Robinzine et Butch Reynolds égalent le record du monde de leurs compatriotes établi vingt ans auparavant, en s'imposant en 2 min 56 s 16, temps constituant officiellement la première mesure au chronométrage électronique.
Ce record est amélioré le 8 août 1992, en finale des Jeux olympiques à Barcelone, où Andrew Valmon, Michael Johnson, Steve Lewis et Quincy Watts s'imposent en 2 min 55 s 74. Les temps de passages sont de 44 s 5 pour Valmon, 44 s 7 pour Johnson, 43 s 4 pour Lewis et 43 s 14 pour Watts.,.
Lors des championnats du monde de 1993, le 22 août à Stuttgart, l'équipe des États-Unis composée d'Andrew Valmon, Quincy Watts, Butch Reynolds et Michael Johnson améliorent de 55/100e de seconde leur propre record du monde (Reynolds remplaçant Steve Lewis) en le portant à 2 min 54 s 29. Individuellement, les performances sont de 44 s 5 pour Valmon, 43 s 6 pour Watts, 43 s 28 pour Reynolds et 42 s 94 pour Johnson qui accomplit à cette occasion le parcours le plus rapide de l'histoire.

### Progression
Le record du monde établi par l'équipe américaine de 2 min 54 s 20 le 22 juillet 1998 à l'occasion des Goodwill Games à Uniondale a été homologué par l'IAAF mais a été annulé en 2008 à la suite des aveux de dopage d'Antonio Pettigrew.
|  | Actuel record du monde |  | Record du monde homologué mais annulé rétroactivement |

| Temps         | Temps | Pays/club                    | Athlètes                                                               | Lieu        | Date             |
| ------------- | ----- | ---------------------------- | ---------------------------------------------------------------------- | ----------- | ---------------- |
| 3 min 18 s 2  | y     | Irish American Athletic Club | Harry Schaaf, Mel Sheppard, Harry Gissing, James Rosenberger           | New York    | 4 septembre 1911 |
| 3 min 16 s 6  |       | États-Unis                   | Mel Sheppard, Ed Lindberg, Ted Meredith, Charles Reidpath              | Stockholm   | 15 juin 1912     |
| 3 min 16 s 0  |       | États-Unis                   | Commodore Cochran, Alan Helffrich, Oliver MacDonald, William Stevenson | Paris       | 13 juillet 1924  |
| 3 min 14 s 2  |       | États-Unis                   | George Baird, Frederick Alderman,Emerson Spencer, Ray Barbuti          | Amsterdam   | 5 août 1928      |
| 3 min 13 s 4  | y     | États-Unis                   | George Baird, Morgan Taylor, Ray Barbuti, Emerson Spencer              | Londres     | 11 août 1928     |
| 3 min 12 s 6  | y     | Université Stanford          | Maynor Shore, Al Hables, Les Hables, Benjamin Eastman                  | Fresno      | 8 mai 1931       |
| 3 min 8 s 02  |       | États-Unis                   | Ivan Fuqua, Edgar Ablowich, Karl Warner, Bill Carr                     | Los Angeles | 7 août 1932      |
| 3 min 3 s 9   |       | Jamaïque                     | Arthur Wint, Leslie Laing, Herb McKenley, George Rhoden                | Helsinki    | 27 juillet 1952  |
| 3 min 2 s 02  |       | États-Unis                   | Jack Yerman, Earl Young, Glenn Davis, Otis Davis                       | Rome        | 8 septembre 1960 |
| 3 min 0 s 57  |       | États-Unis                   | Ollan Cassell, Michael Larrabee, Ulis Williams, Henry Carr             | Tokyo       | 21 octobre 1964  |
| 2 min 59 s 6  |       | États-Unis                   | Bob Frey, Lee Evans, Tommie Smith, Theron Lewis                        | Los Angeles | 24 juillet 1966  |
| 2 min 56 s 16 |       | États-Unis                   | Vince Matthews, Ron Freeman, Larry James, Lee Evans                    | Mexico      | 20 octobre 1968  |
| 2 min 56 s 16 |       | États-Unis                   | Danny Everett, Steve Lewis, Kevin Robinzine, Harry Butch Reynolds      | Séoul       | 1er octobre 1988 |
| 2 min 55 s 74 |       | États-Unis                   | Andrew Valmon, Quincy Watts, Michael Johnson, Steve Lewis              | Barcelone   | 8 août 1992      |
| 2 min 54 s 29 |       | États-Unis                   | Andrew Valmon, Quincy Watts, Harry Butch Reynolds, Michael Johnson     | Stuttgart   | 22 août 1993     |
| 2 min 54 s 20 |       | États-Unis                   | Jerome Young, Antonio Pettigrew, Tyree Washington, Michael Johnson     | Uniondale   | 22 juillet 1998  |

## Record du monde féminin

### Historique
Le premier record du monde féminin du relais 4 × 400 mètres homologué par l'IAAF est établi le 30 mai 1969 à Moscou par l'équipe d'URSS (Lyudmila Finogenova, Tatyana Medvedeva, Tamara Voitenko et Olga Klein) en 3 min 47 s 4, mais cette marque est améliorée deux jours plus tard par la Lettonie (Lilita Zagere, Anna Dundare, Ingrid Verbele et Sarmite Shtula) qui établit le temps de 3 min 43 s 2 le 1er juin 1969 à Minsk.
Le 22 juin 1969, l'équipe de Grande-Bretagne, composée de Jenny Pawsey, Pauline Attwood, Janet Simpson et Lillian Board, réalise 3 min 37 s 6 à l'occasion du meeting de Crystal Palace à Londres, mais ce record du monde est amélioré le 6 juillet 1969 par l'équipe de France (Michèle Mombet, Éliane Jacq, Nicole Duclos et Colette Besson) qui établit le temps de 3 min 34 s 2 en marge de la rencontre masculine France-Pologne à Colombes.
Trois records du monde sont établis lors des championnats d'Europe 1969 à Athènes : un premier lors des séries le 19 septembre par l'équipe d'Allemagne de l’Ouest (Christa Czekay, Antje Gleichfeld, Inge Bödding et Christel Frese) en 3 min 33 s 9, et les deux autres en finale le 20 septembre par le Royaume-Uni (Rosemary Stirling, Pat Lowe, Janet Simpson et Lillian Board) et la France (Bernadette Martin, Nicole Duclos, Éliane Jacq et Colette Besson) qui établissent le même temps de 3 min 30 s 8, les Britanniques étant désignées vainqueurs de l'épreuve au centième de seconde,.
Deux ans plus tard, le 15 août 1971 lors des championnats d'Europe d'Helsinki, l'équipe d'Allemagne de l'Est composée de Monika Zehrt, Rita Kühne, Ingelore Lohse et Helga Seidler remporte le titre européen en portant le record du monde à 3 min 29 s 3. Le 5 juillet à Colombes, la RDA (Dagmar Käsling, Helga Seidler, Monika Zehrt et Brigitte Rohde) réalise 3 min 28 s 8. Elle établit ensuite deux nouveaux records du monde à l'occasion des Jeux olympiques de Munich : 3 min 28 s 5 le 9 septembre en séries, et 3 min 23 s 0 le 10 septembre en finale. L'équipe est alors composée de Dagmar Käsling, Rita Kühne, Helga Seidler et Monika Zehrt en dernière relayeuse.
Le 31 juillet 1976 en finale des Jeux olympiques de Montréal, la RDA (Doris Maletzki, Brigitte Rohde, Ellen Streidt et Christina Lathan) améliore son propre record du monde en s'imposant en finale en 3 min 19 s 2.
Le 11 septembre 1982, au cours des championnats d'Europe d'Athènes, l'équipe de RDA composée de Kirsten Emmelmann, Sabine Busch, Dagmar Neubauer et Marita Koch porte le record du monde du monde à 3 min 19 s 04. Le 3 juin 1984 à Erfurt, la RDA (Gesine Walther, Sabine Busch, Dagmar Neubauer et Marita Koch) établit une nouvelle meilleure marque mondiale en 3 min 15 s 92.
Le 1er octobre 1988, en finale des Jeux olympiques de Séoul, l'équipe d'URSS améliore le record du monde des Est-allemandes en réalisant le temps de 3 min 15 s 17. L'équipe est composée de Tatyana Ledovskaya, Olga Nazarova, Mariya Pinigina et Olga Bryzgina.

### Progression
15 records du monde féminins du relais 4 × 400 mètres ont été homologués par World Athletics.
| Temps         | Pays                 | Athlètes                                                            | Lieu     | Date              |
| ------------- | -------------------- | ------------------------------------------------------------------- | -------- | ----------------- |
| 3 min 47 s 4  | Union soviétique     | Lyudmila Finogenova, Tatyana Medvedeva, Tamara Voitenko, Olga Klein | Moscou   | 30 mai 1969       |
| 3 min 43 s 2  | Lettonie             | Lilita Zagere, Anna Dundare, Ingrid Verbele, Sarmite Shtula         | Minsk    | 1er juin 1969     |
| 3 min 37 s 6  | Royaume-Uni          | Jenny Pawsey, Pauline Attwood, Janet Simpson, Lillian Board         | Londres  | 22 juin 1969      |
| 3 min 34 s 2  | France               | Michèle Mombet, Éliane Jacq, Nicole Duclos, Colette Besson          | Colombes | 6 juillet 1969    |
| 3 min 33 s 9  | Allemagne de l'Ouest | Christa Czekay, Antje Gleichfeld, Inge Bödding, Christel Frese      | Athènes  | 19 septembre 1969 |
| 3 min 30 s 8  | Royaume-Uni          | Rosemary Stirling, Pat Lowe, Janet Simpson, Lillian Board           | Athènes  | 20 septembre 1969 |
| 3 min 30 s 8  | France               | Bernadette Martin, Nicole Duclos, Éliane Jacq, Colette Besson       | Athènes  | 20 septembre 1969 |
| 3 min 29 s 3  | Allemagne de l'Est   | Monika Zehrt, Rita Kühne, Ingelore Lohse, Helga Seidler             | Helsinki | 15 août 1971      |
| 3 min 28 s 8  | Allemagne de l'Est   | Dagmar Käsling, Helga Seidler, Monika Zehrt, Brigitte Rohde         | Colombes | 5 juillet 1972    |
| 3 min 28 s 48 | Allemagne de l'Est   | Dagmar Käsling, Rita Kühne, Helga Seidler, Monika Zehrt             | Munich   | 9 septembre 1972  |
| 3 min 22 s 95 | Allemagne de l'Est   | Dagmar Käsling, Rita Kühne, Helga Seidler, Monika Zehrt             | Munich   | 10 septembre 1972 |
| 3 min 19 s 23 | Allemagne de l'Est   | Doris Maletzki, Brigitte Rohde, Ellen Streidt, Christina Lathan     | Montréal | 31 juillet 1976   |
| 3 min 19 s 05 | Allemagne de l'Est   | Kirsten Emmelmann, Sabine Busch, Dagmar Neubauer, Marita Koch       | Athènes  | 11 septembre 1982 |
| 3 min 15 s 92 | Allemagne de l'Est   | Gesine Walther, Sabine Busch, Dagmar Neubauer, Marita Koch          | Erfurt   | 3 juin 1984       |
| 3 min 15 s 17 | Union soviétique     | Tatyana Ledovskaya, Olga Nazarova, Mariya Pinigina, Olga Bryzgina   | Séoul    | 1er octobre 1988  |

## Record du monde mixte

### Historique

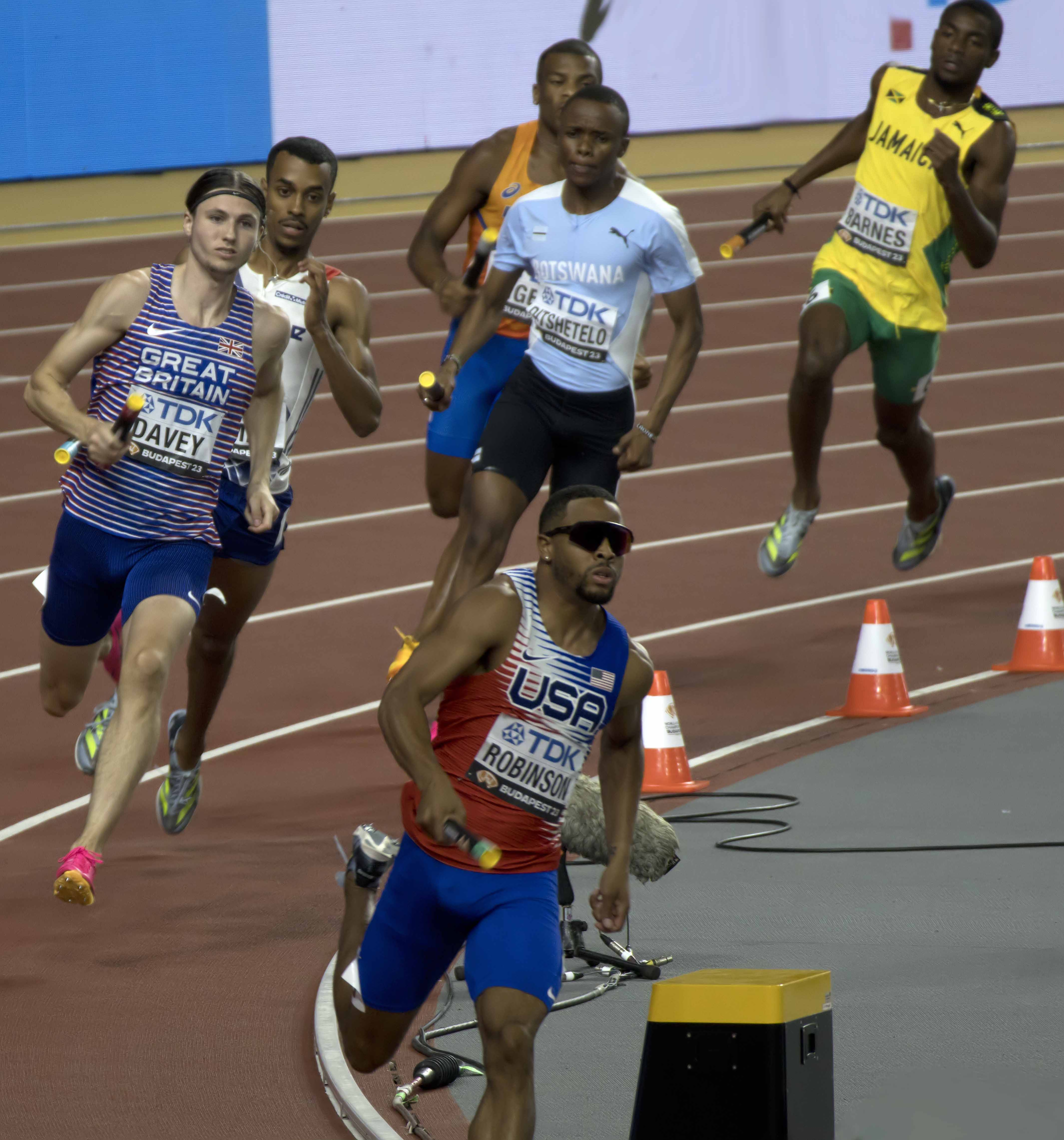
Justin Robinson, premier relayeur américain du relais 4 × 400 mixte en finale des mondiaux 2023 à Budapest.

Le relais 4 × 400 mètres mixte a été introduit aux championnats du monde d'athlétisme 2019 et figure également depuis 2021 au programme des Jeux olympiques.
Aux mondiaux de 2019 à Doha, les Américains Tyrell Richard, Jessica Beard, Jasmine Blocker et Obi Igbokwe établissent en séries le 28 septembre le premier record du monde du relais 4 × 400 m mixte homologué par World Athletics en 3 min 12 s 42. Le lendemain, le 29 septembre, l'équipe des États-Unis composée de Wilbert London, Allyson Felix, Courtney Okolo et Michael Cherry remporte la finale en établissant un nouveau record mondial en 3 min 9 s 34.
Lors des championnats du monde 2023, le 19 août 2023 à Budapest, le relais 4 × 400 m mixte américain composé de Justin Robinson, Rosey Effiong, Matthew Boling et Alexis Holmes améliore ce record du monde en le portant à 3 min 8 s 80.
Le 2 août 2024 en séries des Jeux olympiques à Paris, le relais américain Vernon Norwood, Shamier Little, Bryce Deadmon et Kaylyn Brown établit un nouveau record du monde en 3 min 7 s 41. En finale les Pays-Bas échouent à 2/100e de seconde de ce record.

### Progression
3 records du monde mixte du relais 4 × 400 mètres ont  été homologués par World Athletics.
| Temps         | Pays       | Athlètes                                                      | Lieu     | Date              |
| ------------- | ---------- | ------------------------------------------------------------- | -------- | ----------------- |
| 3 min 12 s 42 | États-Unis | Tyrell Richard, Jessica Beard, Jasmine Blocker, Obi Igbokwe   | Doha     | 28 septembre 2019 |
| 3 min 9 s 34  | États-Unis | Wilbert London, Allyson Felix, Courtney Okolo, Michael Cherry | Doha     | 29 septembre 2019 |
| 3 min 8 s 80  | États-Unis | Justin Robinson, Rosey Effiong, Matthew Boling, Alexis Holmes | Budapest | 19 août 2023      |
| 3 min 7 s 41  | États-Unis | Vernon Norwood, Shamier Little, Bryce Deadmon, Kaylyn Brown   | Paris    | 2 août 2024       |

## Records du monde sur piste courte
À partir du 1er janvier 2024, World Athletics introduit le nouveau terme « piste courte » (« short track » en anglais) en remplacement du terme « en salle » (« indoor ») pour décrire les compétitions et les performances dont les courses se déroulent sur une piste de 200 m, traditionnellement dans une salle mais également en extérieur.

### Hommes

#### Historique
Le premier record du monde en salle masculin homologué par l'IAAF est établi le 14 mars 1970 à Vienne en Autriche à l'occasion des championnats d'Europe en salle par l'équipe d'Union Soviétique (Borisenko, Zorin, Savchuk et Bratchikov) en 3 min 5 s 09.
Le 10 mars 1989 à Glasgow, Clarence Daniel, Charles Jenkins, Ken Lowery et Mark Rowe pour les États-Unis améliorent de 70/100e de seconde le record du monde de l'URSS en réalisant le temps de 3 min 5 s 21.
L'équipe d'Allemagne composé de Rico Lieder, Jens Carlowitz, Karsten Just et Thomas Schönlebe établit une nouvelle meilleure marque mondiale en salle le 10 mars 1991 en finale des championnats du monde en salle à Séville, en 3 min 3 s 05.
Le 7 mars 1999 au cours des championnats du monde en salle de Maebashi, le relais américain formé de Andre Morris, Dameon Johnson, Deon Minor et Milton Campbell remporte la médaille d'or en fixant le record du monde en salle à 3 min 2 s 83.
Le 9 mars 2014, lors des championnats du monde en salle de Sopot en Pologne, l'équipe des États-Unis composée de Kyle Clemons, David Verburg, Kind Butler III et Calvin Smith Jr., remporte la médaille d'or en établissant un nouveau record du monde en 3 min 2 s 13.
Le 4 mars 2018, en finale des championnats du monde en salle de Birmingham, l'équipe de Pologne composée de Karol Zalewski, Rafał Omelko et Łukasz Krawczuk, remporte la médaille d'or en 3 min 1 s 77 et bat à cette occasion le record du monde en salle détenu depuis 2014 par les américains. Les États-Unis, deuxièmes de la course en 3 min 1 s 97 réalisent également un temps inférieur au record du monde de 2014.
Une semaine plus tard, le 10 mars 2018 lors des championnats NCAA en salle de College Station, l'équipe du relais 4 × 400 m des Trojans de l'USC, composée de Zach Shinnick, Rai Benjamin, Ricky Morgan et Michael Norman, établit la meilleure performance de tous les temps en salle sur 4 × 400 mètres en 3 min 0 s 77, temps inférieur à celui de l'équipe de Pologne à Birmingham, mais non considéré comme un record du monde car Rai Benjamin était alors Antiguais et les trois autres relayeurs Américains. Deuxième de l'épreuve, l'équipe des Texas A&M composée de quatre athlètes américains (Ilolo Izu, Robert Grant, Devin Dixon, et Mylik Kerley) franchit la ligne d'arrivée en 3 min 1 s 39, temps inférieur au record du monde de la Pologne. Mais cette performance n'est finalement pas homologuée comme un nouveau record du monde.
Le 9 février 2019 à Clemson, le relais américain composé de Amere Lattin, Obi Igbokwe, Jermaine Holt et Kahmari Montgomery établit un nouveau record du monde du relais 4 × 400 mètres en 3 min 1 s 51.

#### Progression
7 records du monde en salle masculins du relais 4 × 400 mètres ont été homologués par World Athletics.
| Temps        | Pays             | Athlètes                                                             | Lieu       | Date           | Réf.   |
| ------------ | ---------------- | -------------------------------------------------------------------- | ---------- | -------------- | ------ |
| 3 min 5 s 9  | Union soviétique | Yevgeniy Borisenko, Yuriy Zorin, Borys Savchuk, Aleksandr Bratchikov | Vienne     | 14 mars 1970   |        |
| 3 min 5 s 21 | États-Unis       | Clarence Daniel, Charles Jenkins, Ken Lowery, Mark Rowe              | Glasgow    | 10 mars 1989   |        |
| 3 min 3 s 05 | Allemagne        | Rico Lieder, Jens Carlowitz, Karsten Just, Thomas Schönlebe          | Séville    | 10 mars 1991   |        |
| 3 min 2 s 83 | États-Unis       | Andre Morris, Dameon Johnson, Deon Minor, Milton Campbell            | Maebashi   | 7 mars 1999    |        |
| 3 min 2 s 13 | États-Unis       | Kyle Clemons, David Verburg, Kind Butler III, Calvin Smith Jr.       | Sopot      | 9 mars 2014    | [ 33 ] |
| 3 min 1 s 77 | Pologne          | Karol Zalewski, Rafał Omelko, Łukasz Krawczuk, Jakub Krzewina        | Birmingham | 4 mars 2018    | [ 34 ] |
| 3 min 1 s 51 | États-Unis       | Amere Lattin, Obi Igbokwe, Jermaine Holt, Kahmari Montgomery         | Clemson    | 9 février 2019 | [ 35 ] |

### Femmes

#### Historique

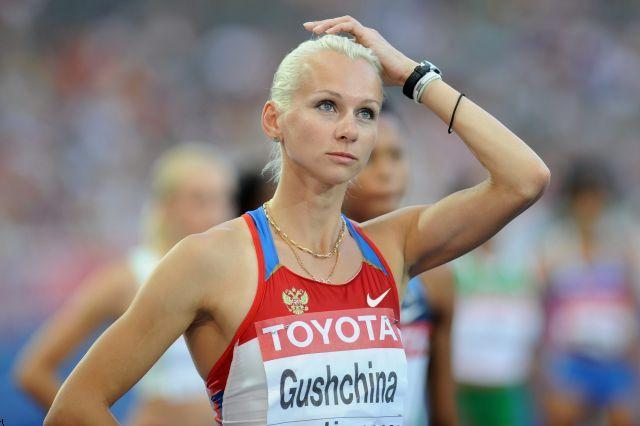
Yuliya Gushchina codétient le record du monde sur piste courte.

L'Allemagne de l'Ouest établit le premier record du monde en salle du relais 4 × 400 mètres le 30 janvier 1981 à Dortmund en 3 min 34 s 38, l'équipe étant composée de Heidi-Elke Gaugel, Christina Sussiek, Christiane Brinkmann et Gaby Bußmann.
Le record du monde est porté à 3 min 28 s 80 le 23 février 1991 à Paris par l'équipe d'URSS (Shmonina, Ponomaryova, Dzhyhalova, Yurchenko, puis à |3 min 27 s 22 le 10 mars 1991 à Séville lors des championnats du monde en salle par l'équipe d'Allemagne (Seuser,  Hesselbarth, Schreiter, Breuer).
L'équipe de Russie composée de Tatyana Chebykina, Svetlana Goncharenko, Olga Kotlyarova et Tatyana Alekseyeva établit un nouveau record du monde en salle le 9 mars 1997 à Paris lors des mondiaux en salle en 3 min 26 s 84. Elle porte ce record à 3 min 24 s 25 le 7 mars 1999 lors des championnats du monde de Maebashi avec comme relayeuses Tatyana Chebykina, Svetlana Goncharenko, Olga Kotlyarova et Natalya Nazarova.
Le 7 mars 2004 à Budapest, toujours en finale des championnats du monde, le relais russe formé de Olesya Krasnomovets, Olga Kotlyarova, Tatyana Levina et Natalya Nazarova réalise un nouveau record du monde en 3 min 23 s 88. Le 28 janvier 2006 à Glasgow, Yuliya Gushchina, Olga Kotlyarova, Olga Zaytseva et Olesya Krasnomovets fixent le record du modne en salle à 3 min 23 s 37.

#### Progression
7 records du monde en salle féminins du relais 4 × 400 mètres ont été homologués par World Athletics.
| Temps         | Pays                 | Athlètes                                                                      | Lieu     | Date            |
| ------------- | -------------------- | ----------------------------------------------------------------------------- | -------- | --------------- |
| 3 min 34 s 38 | Allemagne de l'Ouest | Heidi-Elke Gaugel, Christina Sussiek, Christiane Brinkmann, Gaby Bußmann      | Dortmund | 30 janvier 1981 |
| 3 min 28 s 80 | Union soviétique     | Marina Shmonina, Margarita Ponomaryova, Lyudmyla Dzhyhalova, Aelita Yurchenko | Paris    | 23 février 1991 |
| 3 min 27 s 22 | Allemagne            | Sandra Seuser, Annett Hesselbarth, Katrin Schreiter, Grit Breuer              | Séville  | 10 mars 1991    |
| 3 min 26 s 84 | Russie               | Tatyana Chebykina, Svetlana Goncharenko, Olga Kotlyarova, Tatyana Alekseyeva  | Paris    | 9 mars 1997     |
| 3 min 24 s 25 | Russie               | Tatyana Chebykina, Svetlana Goncharenko, Olga Kotlyarova, Natalya Nazarova    | Maebashi | 7 mars 1999     |
| 3 min 23 s 88 | Russie               | Olesya Krasnomovets, Olga Kotlyarova, Tatyana Levina, Natalya Nazarova        | Budapest | 7 mars 2004     |
| 3 min 23 s 37 | Russie               | Yuliya Gushchina, Olga Kotlyarova, Olga Zaytseva, Olesya Krasnomovets         | Glasgow  | 28 janvier 2006 |

## Autres catégories d'âge
Le record du monde junior masculin du relais 4 × 400 mètres est actuellement détenu par les États-Unis (Zachary Schinnick, Josephus Lyles, Brian Herron et Sean Hooper) avec le temps de 3 min 0 s 33, établi le 23 juillet 2017 à Trujillo au cours des championnats panaméricains juniors. Le record du monde junior féminin est également détenu par les États-Unis (Alexandria Anderson, Natasha Hastings, Stephanie Smith et Ashlee Kidd) qui établit le temps de 3 min 27 s 60 le 18 juillet 2004 à Grosseto lors des championnats du monde juniors.
| Record                          | Pays       | Athlètes                                                            | Temps         | Date            | Lieu     |
| ------------------------------- | ---------- | ------------------------------------------------------------------- | ------------- | --------------- | -------- |
| Record du monde junior masculin | États-Unis | Zachary Schinnick, Josephus Lyles, Brian Herron, Sean Hooper        | 3 min 0 s 33  | 24 juillet 2017 | Trujillo |
| Record du monde junior féminin  | États-Unis | Alexandria Anderson, Natasha Hastings, Stephanie Smith, Ashlee Kidd | 3 min 27 s 60 | 18 juillet 2004 | Grosseto |